# Krija joga
Krija joga (hind. क्रिया योग) opisana je od strane njenih praktikanata kao drevni sistem joge koju je u modernim vremenima oživeo Mahavatar Babadži kroz svoju disciplinu Lahiri Mahasaj oko 1861. godine. Krija joga je popularizovana knjigom Paramahanse Joganande Autobiografija učitelja joge.

## Istorija
Znanje o krija jogi je bilo izgubljeno tokom mračnog doba materlijalizma, poznatog u Indiji kao kali juga. Nju je obnovio indijski učitelj Babađi, kada ju je 1861. godine pokazao Sjami Ćaran Lahiriju iz grada Benares, koji je potom razvio krija principe u određenu seriju tehnika meditacije i vežbi pranajame. Lahiri Mahašaja je ovom naukom podučio hiljade učenika, od kojih su većina bili porodični ljudi koji su, kao i on, imali svetovne dužnosti i istovremeno praktikovali kriju.

## Prihvaćenost na zapadu
Tehnika krije prenošena je narednim generacijama putem iste svete ceremonije inicijacije koju je Babađi priredio za Lahirija Mahašaju, a koju su preneli učenici Lahirija Mahašaje i dalje, njihovi učenici.  Dok su u Indiji pravila za praktikovanje duhovnog, „jogijskog“, načina života dobro poznata, na zapadu su ljudi podučavani o stvarima kao što su pravilna ishrana, ispravni stavovi, skladan život koji uspostavlja sklad tela, uma i duše; kako da razviju snagu volje i samodisciplinu; kako da prevaziđu fizičke i emocionalne vezanosti. Ova „životna“ učenja postala su suštinski deo puta krija joge i neophodna su prilikom učenja tehnike krije, na isti način na koji su Patanđalijeve jame i nijame neophodni koraci ka postizanju viših stepenova ranga joge. Joganandin direktni učenik, Krijananda, osnovao je obrazovne centre i zajednice koje se baziraju na ovom načinu života u SAD, Evropi i Indiji.

## Način delovanja
Krija joga usmerava energiju uzdužno oko kičme, postepeno neutrališući vrtloge čite (chitta — osećanja, emocije). Ona istovremeno snaži nerve u kičmi i u mozgu kako bi mogli da prime kosmičke struje energije i svesti. Jogananda je rekao da je krija vrhunska nauka joge.

## Literatura
- Miller, Timothy (1995). America's Alternative Religions. SUNY Press. стр. 178. ISBN 978-0-7914-2397-4.
- Feuerstein, Georg (1978). Handboek voor Yoga (Dutch translation; English title "Textbook of Yoga". Ankh-Hermes.
- Miller, Barbara (2009). Yoga: Discipline of Freedom: The Yoga Sutra Attributed to Patanjali. Random House LLC.
- Stiles, Mukunda (2011). Tantra Yoga Secrets: Eighteen Transformational Lessons to Serenity, Radiance, and Bliss. Weiser Books.
- Tola, Fernando; Dragonetti, Carmen; Prithipaul, K. Dad (1987). The Yogasūtras of Patañjali on concentration of mind. Motilal Banarsidass.
- Wuyastik, Dominik (2011). The Path to Liberation through Yogic Mindfulness in Early Ayurveda. In: David Gordon White (ed.), "Yoga in practice". Princeton University Press.
- Yogananda, Paramahansa (1997). Autobiography of a Yogi. Los Angeles: Self-Realization Fellowship. ISBN 978-0-87612-086-6.